# Ococh
Ococh es una localidad del estado mexicano de Chiapas. Es parte del municipio de Tenejapa.

## Demografía
| Gráfica de evolución demográfica |
|                                  |

| Censo | Población |
| ----- | --------- |
| 1930  | 76        |
| 1940  | 105       |
| 1950  | 193       |
| 1960  | 614       |
| 1970  | 304       |
| 1980  | 647       |
| 1990  | 934       |
| 2000  | 1 142     |
| 2010  | 1 187     |
| 2020  | 1 548     |